# جارد برنثویت
جارد برنثویت (انگلیسی: Jarrad Branthwaite؛ زادهٔ ۲۷ ژوئن ۲۰۰۲) بازیکن فوتبال اهل بریتانیا است.
از باشگاه‌هایی که در آن بازی کرده‌است می‌توان به باشگاه فوتبال کارلایل یونایتد اشاره کرد.